# Cyrenaicy
Cyrenaicy – szkoła filozoficzna w Starożytnej Grecji założona przez Arystypa z Cyreny.
Cyrenaicy uważali, że sprawy praktyczne są ważniejsze od teoretycznych. Wiedza jest dostarczana tylko przez zmysły. Poznajemy własne stany a nie rzeczy, które je wywołują. Przyjemność jest jedynym dobrem, bo o nią zabiegamy, a przykrość jest złem. Przyjemność jest stanem przelotnym, chwilowym, trwającym tylko, póki działa bodziec. Ta częściowa przyjemność jest celem życia, szczęście tylko zespołem częściowych przyjemności. Należy chwytać każdą jaka się nadarza. Przyjemność jest natury cielesnej, jest stanem pozytywnym (hedonizm).
Arystyp zaprzeczał, że brak cierpienia i przykrości jest przyjemnością. Twierdził, że przyjemności są ruchem, dokonującym się w nas. Przyjemności różnią się tylko intensywnością, a nie różnią się między sobą jakością. Wszystko jest równie dobre, jeśli daje równą przyjemność. To stanowisko było podane w wątpliwość przez wielu przedstawicieli szkoły. Na przykład Hegezjasz uważał, że jedyną przyjemnością, jaką można osiągnąć, jest brak trosk i przykrości. Z tego powodu warunkiem przyjemności jest wyrzeczenie się dóbr, obojętność, wreszcie śmierć, która jedyna może nas na trwałe wyzwolić od przykrości.